# Arcola, La Spezia
Arcola (liguriska: Arcòa) är en ort och kommun i provinsen La Spezia i regionen Ligurien i Italien. Kommunen hade 10 509 invånare (2018).